# Kentucky Colonels
I Kentucky Colonels furono una franchigia di pallacanestro della American Basketball Association, attiva tra il 1967 e il 1976. Come gli Indiana Pacers, i loro rivali più odiati, furono le uniche due franchigie a non avere mai cambiato sede e nome per tutta la vita della ABA, oltre ad essere state le uniche due squadre che si qualificarono per i playoff in tutte le 9 stagioni ABA.
La franchigia inoltre vanta il maggior numero di vittorie, sia in termini assoluti (448), che in percentuale (.602), dell'intera ABA, a cui si aggiunge la vittoria del campionato ABA nel 1975, oltre al raggiungimento di altre due Finali.
Sono anche la seconda franchigia con il maggior numero di vittorie nei playoff ABA (55) dietro solo agli Indiana Pacers.
Nella stagione 1971-1972 con un record di 68-16 (.810) i Kentucky Colonels hanno stabilito il migliore record della storia dell'ABA in una singola stagione di regular season.

## Storia
La franchigia venne creata nel 1967 con base a Louisville, Kentucky; nei primi anni i colori della maglia erano verde e bianco, per poi diventare blu e bianco e poi rosso, bianco e blu.
Nella prima stagione ABA l'inizio non fu dei migliori, delle prime 17 partite disputate, solo 5 furono delle vittorie, tanto che Gene Rhodes venne nominato al posto di John Givens come nuovo allenatore; con la nuova guida tecnica vennero raggiunti i Playoff dopo aver vinto lo spareggio a tavolino contro i New York Nets per inagibilità del campo, venendo però eliminati per 3 partite a 2 dai Minnesota Muskies.
Nelle prime tre stagioni il gioco dei Colonels dava una grande importanza alle due guardie, ovvero a Louie Dampier e Darel Carrier, in quella che era probabilmente la migliore coppia di tiratori del basket professionistico americano: nelle prime tre stagioni fecero registrare entrambi oltre 20 punti di media a partita sfruttando a pieno anche la linea da tre punti introdotta in ABA, tirando un alto numero di tiri da tre con un'alta precisione al tiro, in modo fino ad allora unico nella storia della pallacanestro e rispetto a tutte le altre squadre della neonata lega, precorrendo i tempi in quello che molti decenni dopo diventerà la pallacanestro del nuovo millennio.
Entrambi i giocatori si prendevano circa una ventina di tiri a partita, ma se Darel Carrier era il tiratore con la più alta percentuale al tiro da tre punti (tirando con il 38% in carriera), Louie Dampier prendeva un numero più elevato di tiri da tre (arrivando a oltre 7 triple tentate di media a partita nella stagione 1968-1969); Dampier realizzò 199 e 198 tiri da tre nelle stagioni 1968-1969 e 1969-1970, mentre Carrier rispettivamente 125 e 105.
Nella stagione 1968-1969 sui 1515 tiri da tre realizzati in ABA, il 13,1% erano stati realizzati da Dampier, e solo due squadre avevano segnato un maggior numero di tiri da tre di lui, i Minnesota Pipers (281) e i Los Angeles Stars (218).
Negli anni seguenti, nonostante buone prove in regular season per ben due volte vennero eliminati dagli Indiana Pacers ai playoff: nel 1969 per 4 partite a 3, dopo che erano stati avanti 3 a 1 nella serie, e per 4 partite a 1 nelle finali della Eastern Division nel 1970 
Il gioco dei Colonels cambiò con l'arrivo di uno dei più grandi lunghi realizzatori di sempre Dan Issel e con l'addio di Gene Rhodes, con le guardie che dovevano prendersi meno tiri, perdendo di centralità a favore dei lunghi della squadra.
Nel 1971, i Colonels raggiunsero la loro prima finale ABA, persa contro gli Utah Stars per 4 gare a 3; cosa che si ripeterà anche al secondo tentativo nel 1973 sconfitti ancora in una gara 7 delle Finals, stavolta con la partita decisiva disputata a Louisville, per mano dei rivali Indiana Pacers che nel frattempo erano stati spostati nella Western Division.
La grande Regular Season disputata nella stagione 1971-1972 soprattutto grazie all'inserimento in squadra del Centro dominante Artis Gilmore, e conclusa con un record finale di 68-16, vide invece la sorprendente eliminazione al primo turno per 4 gare a 2 per mano dei New York Nets guidati da Rick Barry che riuscirono a vincere le prime 2 partite disputate al Freedom Hall di Louisville indirizzando così la serie.
I Colonels guidati per la stagione 1973-1974 da Babe McCarthy, eletto anche allenatore dell'anno, ai playoff dopo aver sconfitto in 4 partite i Carolina Cougars si dovettero arrendere ancora contro i Nets stavolta guidati da Julius Erving che avrebbero in seguito vinto il titolo quell'anno.
Al terzo tentativo in finale ABA, nel 1975 sempre contro gli Indiana Pacers, la formazione del Kentucky, riuscì a fare suo il primo, e unico, anello della sua storia vincendo per 4 partite a 1 la serie, dopo aver dominato anche le partite precedenti contro Memphis e St. Louis; allenati da Hubie Brown e guidati dal nucleo ormai consolidato negli anni dei futuri Hall of Famer Artis Gilmore, Dan Issel e Louie Dampier.
Considerata una delle squadre più forti in assoluto dell'epoca, i Kentucky Colonels sconfissero in un match prestagionale dell'Ottobre 1975 anche i campioni in carica NBA dei Golden State Warriors per 93 a 90.
Con enorme disappunto da parte dei tifosi Dan Issel venne scambiato per questioni di bilancio, e al suo posto vennero presi come sostituti prima Caldwell Jones e poi durante l'anno Maurice Lucas.
Nell'ultima stagione della storia ABA, i Colonels riuscirono a qualificarsi di nuovo ai playoff dove al primo turno sconfissero ancora Indiana per 2 gare a 1 per poi arrendersi in 7 partite contro i Denver Nuggets guidati da David Thompson e dal grande ex Dan Issel.
Il 17 luglio 1976, a seguito della parziale fusione con l'NBA, nonostante negli accordi originali anche i Kentucky Colonels e i Spirits of St. Louis avrebbero dovuto fare parte insieme ad altre 4 franchigie ABA delle squadre ammesse in NBA, dietro il pagamento ai proprietari delle due società veniva deciso il loro definitivo scioglimento, con i giocatori delle due squadre che furono resi disponibili alle altre squadre NBA tramite un dispersal draft: tra questi Artis Gilmore venne scelto come prima scelta dai Chicago Bulls, che già detenevano i diritti NBA sul giocatore, dietro il pagamento della considerevole cifra di 1.100.000 $ oltre a garantire il contratto già in essere stipulato in ABA.
Proprio i Bulls che temevano maggiormente la squadra di Louisville anche da un punto di vista di forza economica, oltre che sportivo, preferirono dare il consenso ad accogliere in NBA solo la squadra di Indianapolis piuttosto che la squadra del Kentucky.

## Record stagione per stagione
| Campione ABA | Campione di Division (Playoffs) | Campione di Division (Regular Season) |

| Stagione          | V   | P   | %    | Play-off | Risultati                                                              |
| ----------------- | --- | --- | ---- | --- | ---------------------------------------------------------------------- |
| Kentucky Colonels |     |     |      | |                                                                        |
| 1967-68           | 36  | 42  | 46,2 | Vincono a tavolino Tiebreaker Playoffs per inagibilità del campo Perdono Semifinali Division                        | Kentucky 1, New Jersey 0 Minnesota 3, Kentucky 2                       |
| 1968-69           | 42  | 36  | 53,8 | Perdono Semifinali Division                                                                                         | Indiana 4, Kentucky 3                                                  |
| 1969-70           | 45  | 39  | 53,6 | Vincono Semifinali Division Perdono Finali Division                                                                 | Kentucky 4, New York 3 Indiana 4, Kentucky 1                           |
| 1970-71           | 44  | 40  | 52,4 | Vincono Semifinali Division Vincono Finali Division Perdono Finali ABA                                              | Kentucky 4, The Floridians 2 Kentucky 4, Virginia 2 Utah 4, Kentucky 3 |
| 1971-72           | 68  | 16  | 81,0 | Perdono Semifinali Division                                                                                         | New York 4, Kentucky 2                                                 |
| 1972-73           | 56  | 28  | 66,7 | Vincono Semifinali Division Vincono Finali Division Perdono Finali ABA                                              | Kentucky 4, Virginia 1 Kentucky 4, Carolina 3 Indiana 4, Kentucky 3    |
| 1973-74           | 53  | 31  | 63,1 | Vincono Semifinali Division Perdono Finali Division                                                                 | Kentucky 4, Carolina 0 New York 4, Kentucky 0                          |
| 1974-75           | 58  | 26  | 69,1 | Vincono Tiebreaker 1º posto Eastern Division Vincono Semifinali Division Vincono Finali Division Vincono Finali ABA | Kentucky 4, Memphis 1 Kentucky 4, St. Louis 1 Kentucky 4, Indiana 1    |
| 1975-76           | 46  | 38  | 54,8 | Vincono Semifinali Division Perdono Finali Division                                                                 | Kentucky 2, Indiana 1 Denver 4, Kentucky 3                             |
| Totale ABA        | 448 | 296 | 60,2 | |                                                                        |
| Playoff ABA       | 55  | 46  | 54,5 | 1 Titolo ABA | 1 Titolo ABA                                                           |

## Membri della Basketball Hall of Fame
| Membri dei Kentucky Colonels nella Basketball Hall of Fame | Membri dei Kentucky Colonels nella Basketball Hall of Fame | Membri dei Kentucky Colonels nella Basketball Hall of Fame | Membri dei Kentucky Colonels nella Basketball Hall of Fame | Membri dei Kentucky Colonels nella Basketball Hall of Fame |
| Giocatori                                                  | Giocatori                                                  | Giocatori                                                  | Giocatori                                                  | Giocatori                                                  |
| Num.                                                       | Nome                                                       | Ruolo                                                      | Stagione/i                                                 | Introdotto                                                 |
| ---------------------------------------------------------- | ---------------------------------------------------------- | ---------------------------------------------------------- | ---------------------------------------------------------- | ---------------------------------------------------------- |
| 44                                                         | Dan Issel                                                  | C/AG                                                       | 1970–1975                                                  | 1993                                                       |
| 53                                                         | Artis Gilmore                                              | C                                                          | 1971–1976                                                  | 2011                                                       |
| 10                                                         | Louie Dampier                                              | P                                                          | 1967–1976                                                  | 2015                                                       |
| Contributori                                               |                                                            |                                                            |                                                            |                                                            |
| Nome                                                       | Nome                                                       | Ruolo                                                      | Stagione/i                                                 | Introdotto                                                 |
| Hubie Brown                                                | Hubie Brown                                                | Allenatore                                                 | 1974–1976                                                  | 2005                                                       |

## Allenatori
| Legenda | Legenda                                                             |
| ------- | ------------------------------------------------------------------- |
| PA      | Partite allenate                                                    |
| V       | Vittorie                                                            |
| S       | Sconfitte                                                           |
| V%      | Percentuale di vittorie                                             |
|         | Ha trascorso l'intera sua carriera da allenatore ABA con i Colonels |
|         | Eletto nella Basketball Hall of Fame                                |

| Kentucky Colonels |               |           |     |     |     |       |    |    |    |      |                   |       |
| 1                 | John Givens   | 1967      | 17  | 5   | 12  | .294  | —  | —  | —  | —    |                   | [ 2 ] |
| 2                 | Gene Rhodes   | 1967–1970 | 238 | 128 | 110 | .538  | 24 | 10 | 14 | .417 |                   | [ 3 ] |
| 3                 | Alex Groza    | 1970      | 2   | 2   | 0   | 1.000 | —  | —  | —  | —    |                   | [ 4 ] |
| 4                 | Frank Ramsey  | 1970-1971 | 67  | 32  | 35  | .478  | 19 | 11 | 8  | .579 |                   | [ 5 ] |
| 5                 | Joe Mullaney  | 1971–1973 | 168 | 124 | 44  | .738  | 25 | 13 | 12 | .520 |                   | [ 6 ] |
| 6                 | Babe McCarthy | 1973–1974 | 84  | 53  | 31  | .631  | 8  | 4  | 4  | .500 |                   | [ 7 ] |
| 7                 | Hubie Brown   | 1974–1976 | 168 | 104 | 64  | .619  | 25 | 17 | 8  | .680 | 1 Titolo ABA 1975 | [ 8 ] |

## Leader di franchigia
Le statistiche prendono in considerazione le partite di regular season ABA.
1. Louie Dampier: 13.726
2. Dan Issel: 10.893
3. Artis Gilmore: 9.362
4. Darel Carrier: 6.936
5. Goose Ligon: 4.850

1. Dan Issel: 26,2
2. Artis Gilmore: 22,3
3. Darel Carrier: 20,8
4. Louie Dampier: 18,9
5. Cincy Powell: 17,2

1. Louie Dampier: 728
2. Artis Gilmore: 420
3. Dan Issel: 416
4. Goose Ligon: 337
5. Darel Carrier: 334

1. Mike Gale: 238
2. Louie Dampier: 236
3. Ted McClain: 211
4. Bird Averitt: 193
5. Wil Jones: 192

1. Artis Gilmore: 7.169
2. Dan Issel: 4.503
3. Goose Ligon: 3.941
4. Louie Dampier: 2.282
5. Gene Moore: 1.819

1. Artis Gilmore: 1.431
2. Wil Jones: 124
3. Louie Dampier: 117
4. Dan Issel: 80
5. Jim Bradley: 57

1. Louie Dampier: 4.044
2. Artis Gilmore: 1.273
3. Dan Issel: 902
4. Darel Carrier: 886
5. Goose Ligon: 753

1. Louie Dampier: 794
2. Darel Carrier: 393
3. Bird Averitt: 47
4. Johnny Neumann: 29
5. Joe Hamilton: 21

## Palmarès
Titoli ABA: 1
Kentucky Colonels: 1975
Titoli ABA Division (Playoffs): 3
Kentucky Colonels: 1971, 1973, 1975
Titoli ABA Division (Regular Season): 2
Kentucky Colonels: 1971-1972, 1974-1975

## Riconoscimenti individuali
ABA Most Valuable Player Award
- Artis Gilmore - 1972

ABA Playoffs Most Valuable Player
- Artis Gilmore - 1975

ABA Rookie of the Year Award
- Dan Issel - 1971
- Artis Gilmore - 1972

ABA All-Rookie Team
- Louie Dampier - 1968
- Gene Moore - 1969
- Dan Issel - 1971
- Artis Gilmore - 1972

ABA Coach of the Year Award
- Babe McCarthy - 1974

ABA All-Time Team
- Darel Carrier
- Louie Dampier
- Artis Gilmore
- Dan Issel
- Maurice Lucas

All-ABA First Team
- Artis Gilmore - 1972, 1973, 1974, 1975, 1976
- Dan Issel - 1972

All-ABA Second Team
- Louie Dampier - 1968, 1969, 1970, 1974
- Dan Issel - 1971, 1973, 1974

ABA All-Defensive Team (record)
- Artis Gilmore - 1973, 1974, 1975, 1976
- Mike Gale - 1973, 1974
- Wil Jones - 1975

ABA All-Star Game head coaches
- Gene Rhodes – 1969
- Joe Mullaney – 1972
- Babe McCarthy – 1974

ABA All-Star Game Most Valuable Player Award
- Dan Issel - 1972
- Artis Gilmore - 1974

ABA All-Star Game
- Louie Dampier - 1968, 1969, 1970, 1972, 1973, 1974, 1975
- Dan Issel - 1971, 1972, 1973, 1974, 1975
- Artis Gilmore - 1972, 1973, 1974, 1975, 1976
- Darel Carrier - 1968, 1969, 1970
- Randy Mahaffey - 1968
- Goose Ligon - 1969
- Gene Moore - 1970
- Cincy Powell - 1971
- Maurice Lucas - 1976